# Виктор, Катберт
Катберт Николсон Виктор (англ. Cuthbert Nicholson Victor; род. 30 января 1983, Санта-Крус (Виргинские острова) — бывший профессиональный баскетболист Американских Виргинских островов, играл на позиции тяжёлого форварда.

## Карьера
Виктор начал карьеру в команде университете города Мюррей. В заключительном сезоне в NCAA Виктор был признан лучшим игроком конференции, его статистика - 14,6 очка и 10,2 подбора в среднем за игру.
В 2004 году Катберт перебрался в Испанию, где шесть сезонов отыграл во втором по значимости дивизионе испанского чемпионата.
В сезоне 2008/2009 играл за клуб «Мелилья», набирая в среднем за игру 14 очков и 6,3 подборов в 37 матчах за сборную и был кандидатом на лиги MVP.
28 июля 2009 года подписал контракт с другой испанской командой — «Менорка», в составе которой завоевал право участия в ACB.
В августе 2011 года подписал контракт с российским клубом «Спартак-Приморье», став одним из лидеров чемпионата России 2011/2012 по количеству подборов. Виктор принял участие в 17 матчах, набирая 13,5 очка, 7,2 подбора и 1,5 перехвата в среднем за игру.
В августе 2012 года перешёл во французский «Ле-Ман», набирая за клуб 9,8 очка в среднем за матч.
С 2013 года выступает за волгоградский «Красный Октябрь».